# Zendek

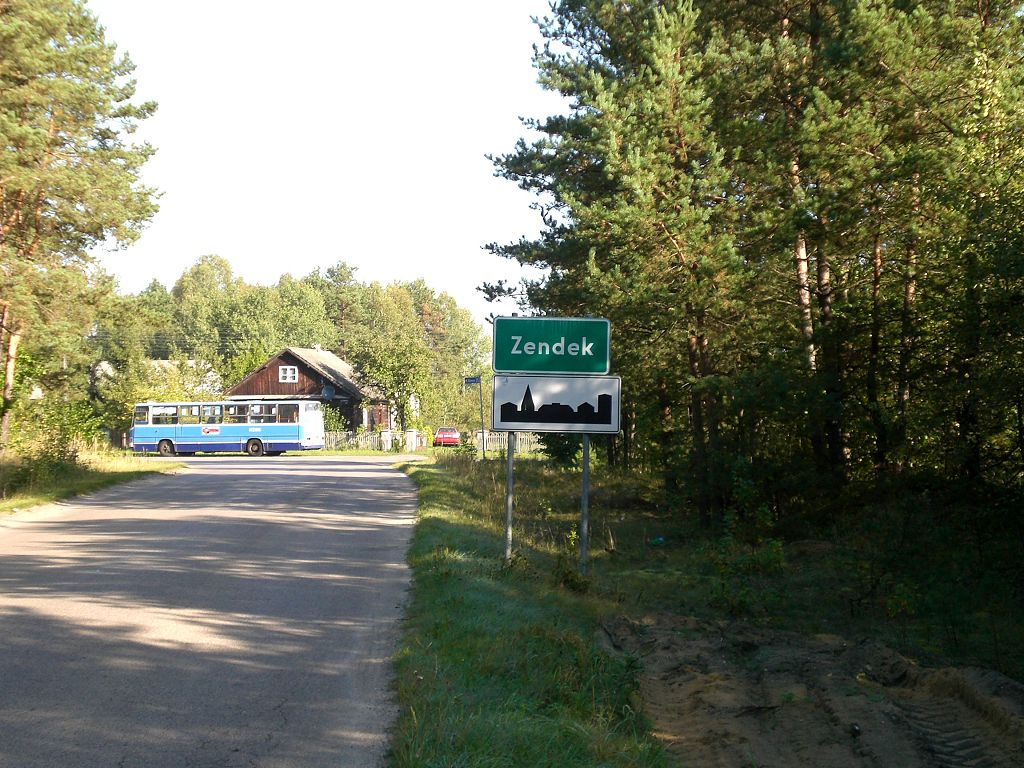
Ortsschild von Zendek

Zendek (deutsch Schendek, älter Sandeck) ist ein Dorf im Powiat Tarnogórski in der Woiwodschaft Schlesien, Polen. Es gehört zur Gmina Ożarowice.
Zwischen 1954 und 1962 bildete das Dorf Zendek die Gromada Zendek, diese wurde zum 1. Januar 1962 aufgelöst und das Dorf Teil der Gromada Mierzęcice. Vom 1. Januar 1970 bis zum 31. Dezember 1972 gehörte das Dorf zur Gromada Ożarowice und von 1975 bis 1998 gehörte es zur Woiwodschaft Kattowitz.
Zendek liegt am Nordrand der Oberschlesischen Platte, ca. 26 km nördlich von Katowice und ca. 19 km östlich der Kreisstadt Tarnowskie Góry. Der südliche Rand des Dorfes grenzt an den Flughafen Katowice.

## Bildung
In der Ortschaft befindet sich eine der beiden Grundschulen (szkoła podstawowa) der Gemeinde. Ebenso befindet sich hier eine Zweigstelle der Bücherei der Gemeinde.